# Mebbin-Nationalpark
Der Mebbin-Nationalpark ist ein Nationalpark im äußersten Nordosten des australischen Bundesstaates New South Wales, 633 Kilometer nördlich von Sydney und rund 40 Kilometer nördlich von Lismore. Westlich an den Park schließt der Border-Ranges-Nationalpark an.
Der Park ist Teil der Schildvulkangruppe des UNESCO-Weltnaturerbes der Gondwana-Regenwälder, das 1986 erklärt wurde und seit 2007 in der australischen Liste der Naturdenkmäler steht. Er bildet die Westkante des Mount-Warning-Vulkans. Neben Regenwäldern gibt es noch trockenen Eukalyptus-Primärwald.